# Kelchblatt (Software)
Kelchblatt (чашелистик) bezeichnet eine Dechiffrier-Software des russischen Auslandsnachrichtendienstes SWR. Agenten des SWR nutzen die Software, um über Kurzwellenfunk gesendete Nachrichten zu empfangen und zu dechiffrieren. Öffentlich bekannt wurde die Existenz dieser Software und des Programms „Parabola“ durch die Enttarnung zweier SWR-Agenten in Deutschland.

## Aufdeckung
Die beiden SWR-Agenten Alexander Abramow (Deckname „Pit“) und Olja Abramowa („Tina“) wurden 2012 vom Bundeskriminalamt verhaftet, nachdem das Bundesamt für Verfassungsschutz im August 2011 einen Hinweis eines ausländischen Nachrichtendienstes erhalten hatte. Sie mussten sich 2013 vor dem Stuttgarter Oberlandesgericht wegen des Verdachts der geheimdienstlichen Agententätigkeit verantworten. Dabei wurden beide zu mehrjährigen Haftstrafen verurteilt, wobei die Frau im November 2014 und der Mann im Juni 2015 wieder aus der Haft entlassen und nach Russland abgeschoben wurden. Sie waren bereits vor der deutschen Wiedervereinigung vom SWR-Vorgänger KGB in die Bundesrepublik geschleust worden, wo sie sich unter den Aliasnamen Andreas und Heidrun Anschlag eine Legende aufbauten und ein normales Familienleben führten. Sie nutzen über Jahre das Duplex-Kommunikationsverfahren des russischen Geheimdienstes, zu dem auch Kelchblatt gehört. Das Agentenpaar wurde in einem Kurs in Sankt Petersburg im Umgang mit der Kommunikationstechnik geschult.
Internetkommunikation ist nach wie vor auffällig. Parallel zu Kelchblatt bzw. Parabola kommunizierten die beiden Agenten auch über die Videoplattform YouTube: Sie verfassten dort Kommentare mit versteckten Botschaften.
Nach Medienberichten war es der NSA gelungen, Teile der Kommunikation zwischen dem Marburger Agentenpaar und der Moskauer SWR-Zentrale zu knacken. Allerdings ging daraus nicht hervor, ob es sich um die Funk- oder um die Internetkommunikation handelte.

## Funktion
Kelchblatt ist ein Teil des Duplex-Kommunikationsverfahrens, welches der SWR benutzt, um Kontakt zu seinen Mitarbeitern im Ausland zu halten. Wie sich aufgrund der beschlagnahmten Technik ermitteln ließ, funktioniert die Kommunikationstechnik wie folgt:
1. Über eine Kurzwellensendeanlage werden im Multiton-Verfahren chiffrierte Textnachrichten für Agenten in Europa ausgestrahlt (Zahlensender XPA1, XPA2, XPB1). Dabei werden Tonfolgen auf wechselnden Frequenzen zwischen 3 und 30 MHz im Modulationsverfahren AM übertragen.
2. Durch diese amplitudenmodulierten Ausstrahlungen kann ein handelsüblicher Weltempfänger zum Empfang verwendet werden. Die Agenten verbinden den Audioausgang ihres Empfängers mit der Soundkarte ihres Laptops. Kelchblatt vergleicht drei empfangene Tonfolgen, um Übertragungsfehler zu korrigieren. In einem weiteren Schritt übersetzt Kelchblatt die Tonfolgen in Zahlenkolonnen und dechiffriert diese zu Klartext.
3. Im Klartext müssen mögliche Übertragungsfehler noch manuell korrigiert werden.
4. Die Antwort wird über Satellit gesendet. Mit dem Programm „Parabola“ werden die Nachrichten der Agenten verschlüsselt. Diese setzen ihre Nachrichten dann mittels eines Senders und einer Parabolantenne direkt an einen SWR-Satelliten ab. Dazu ist eine Sichtverbindung zum Satelliten im Zeitfenster des Überflugs notwendig. Die Technik ist vergleichbar mit einem Inmarsat-Satellitentelefon. Durch die Richtfunkverbindung ist eine Entdeckung des Signals durch bodengestützte SIGINT-Einrichtungen sehr schwierig.
5. Die aufgenommenen Nachrichten werden via Satellit an die SWR-Zentrale übermittelt.